# Component espectral
En telecomunicacions, el component espectral és qualsevol de les ones que es troben fora de l'interval de freqüències assignades a un senyal. Qualsevol forma d'ona es pot desmuntar en els seus components espectrals mitjançant l'anàlisi de Fourier o la transformada de Fourier. Per tant, la longitud d'una pulsació està determinada pels seus complexos components espectrals, que inclouen no només les seves intensitats relatives, sinó també les posicions relatives (fase espectral) d'aquests components espectrals.